# Борогравия
Борогравия е измислена държава във въображаемия Свят на Диска на британския автор Тери Пратчет. Страната се намира по посока на въртенето на Диска от Юбервалд. Столицата ѝ е ПринцМармадюкПьотрАлбъртХансЙосифБернхардВилхелмсберг (името най-вероятно е пародия на Санкт Петербург). В последно време историята на Борогравия се състои предимно от войни с всички останали страни в региона (най-вече със Злобения) по неясни и често твърде дребни причини. Последната война със Злобения продължава от толкова дълго, че вече никой не помни защо е започнала.
Борогравия е херцогство и като такова се управлява от херцог или херцогиня. Владетел по време на събитията от Чудовищна команда е херцогиня Анаговия, която е обожествявана от поданиците си (наричат я просто Херцогинята). Главният бог на Борогравия е (или по-точно беше) Нуган, който се слави със забраните си на почти всичко (от камъните до ушите и облаците). Всичко, което е обявено за Поругание в очите на Нуган мигновено се превръща в забранено.
В Крадец на време Борогравия се споменава, че страната е известна с шоколада си. Той обаче скоро е обявен за Поругание в очите на Нуган и най-вероятно вече не се произвежда. В Нощна стража се споменава, че Борогравия е нападнала Мулдавия (явно друга съседна страна).